# حوض‌انبار سلمان
حوض انبار سلمان مربوط به اواخر دوره قاجار است و در شهرستان خواف، بخش سلامی، دهستان بالاخواف، روستای سلمان، داخل بافت روستا، حوض انبار سلمان واقع شده و این اثر در تاریخ ۲ مرداد ۱۳۸۷ با شمارهٔ ثبت ۲۳۰۹۲ به‌عنوان یکی از آثار ملی ایران به ثبت رسیده است.